# Melbourne (Kentucky)
Melbourne és una població dels Estats Units a l'estat de Kentucky. Segons el cens del 2000 tenia 457 habitants.

## Demografia
Segons el cens del 2000, Melbourne tenia 457 habitants, 150 habitatges, i 115 famílies. La densitat de població era de 196,1 habitants/km².
Dels 150 habitatges en un 27,3% hi vivien nens de menys de 18 anys, en un 60,7% hi vivien parelles casades, en un 12,7% dones solteres, i en un 22,7% no eren unitats familiars. En el 19,3% dels habitatges hi vivien persones soles el 10,7% de les quals corresponia a persones de 65 anys o més que vivien soles. El nombre mitjà de persones vivint en cada habitatge era de 2,54 i el nombre mitjà de persones que vivien en cada família era de 2,91.
Per edats la població es repartia de la següent manera: un 16,8% tenia menys de 18 anys, un 8,3% entre 18 i 24, un 23% entre 25 i 44, un 26,9% de 45 a 60 i un 24,9% 65 anys o més.
L'edat mediana era de 46 anys. Per cada 100 dones de 18 o més anys hi havia 73,5 homes.
La renda mediana per habitatge era de 51.458 $ i la renda mediana per família de 56.250 $. Els homes tenien una renda mediana de 40.833 $ mentre que les dones 36.563 $. La renda per capita de la població era de 23.324 $. Entorn del 3,5% de les famílies i el 15,5% de la població estaven per davall del llindar de pobresa.

## Poblacions més properes
El següent diagrama mostra les poblacions més properes.